# Дарвін (комп'ютерна гра)
Дарвін — одна з перших комп'ютерних ігор для програмістів, розроблена у 1961 році співробітниками Bell Labs Віктором Висоцьким (V. А. Vyssotsky), Дугласом Макілроем (D. McIlroy) і Робертом Морісом (Robert Morris sr.), для комп'ютерів IBM 7090. На початку 1980-х років А. К. Д'юдни (A. K. Dewdney) розробив різновид цієї гри під назвою «Бій у пам'яті»(Core War).

## Опис
У пам'ять комп'ютера завантажується декілька асемблерних програм, котрі називають «організмами». Організми створені одним гравцем належать до одного виду. Ціль гри захопити усю оперативну пам'ять і знищити усі програми супротивників. Переможцем вважається той гравець чий організм захопив усю оперативну пам'ять.

## Історія
Дуглас Макілрой створив «Безсмертну» програму з 15 інструкцій, дана програма могла знаходити і знищувати гравців, але не могла відтворюватися. Найменша програма котра вміла відтворюватися, знаходити і знищувати опонентів складалася з 30 інструкцій.

Роберт Морріс створив програму з 44 інструкцій котра мала адаптивну стратегію.